# St. Georg (Markt Nordheim)

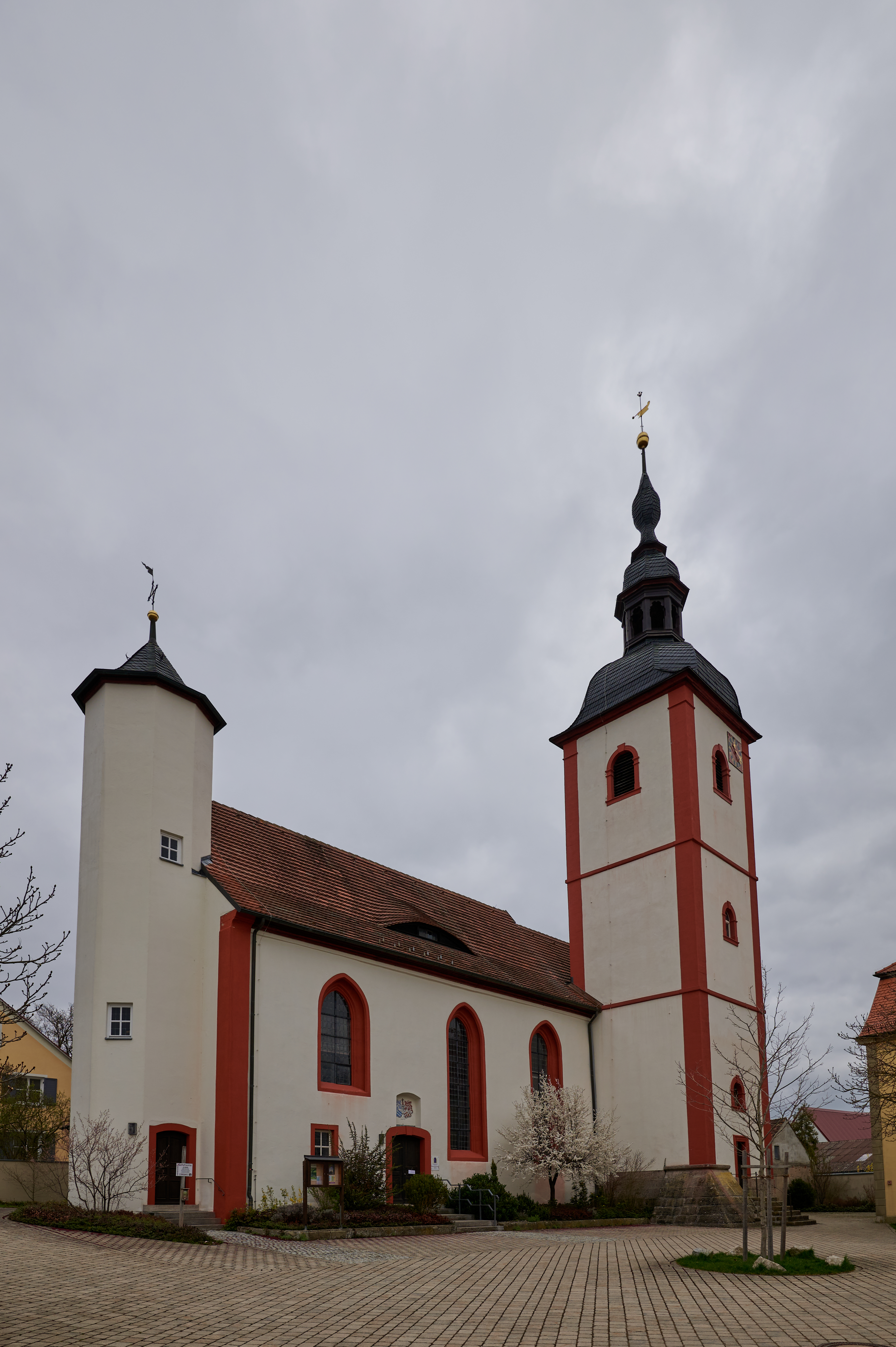
St. Georg (Markt Nordheim)

Die evangelische, denkmalgeschützte Pfarrkirche St. Georg steht in Markt Nordheim, einem Markt im Landkreis Neustadt an der Aisch-Bad Windsheim (Mittelfranken, Bayern). Das Bauwerk ist unter der Denkmalnummer D-5-75-146-1 als Baudenkmal in der Bayerischen Denkmalliste eingetragen. Die Kirchengemeinde gehört zur Pfarrei Ehegrund im Dekanat Markt Einersheim im Kirchenkreis Ansbach-Würzburg der Evangelisch-Lutherischen Kirche in Bayern.

## Beschreibung
Die Saalkirche besteht aus dem 1574/75 gebauten Langhaus mit einem achteckigen Treppenturm an seinem westlichen Giebel, dem eingezogenen, dreiseitig geschlossenen Chor aus dem 15. Jahrhundert im Osten und den an seiner Südwand stehenden Chorflankenturm, der im Kern aus dem 14. Jahrhundert stammt, und der im 18. Jahrhundert mit einer schiefergedeckten Welschen Haube versehen wurde. Das Langhaus ist mit einem Satteldach bedeckt auf dem sich eine Fledermausgaube befindet. Der Innenraum vom Langhaus, der Emporen an drei Seiten hat, und vom Chor sind mit einer gemeinsamen Flachdecke mit stuckierten Rocaillen überspannt. Zur Kirchenausstattung gehören ein Altar und eine Kanzel in klassizistischen Formen. Die 1776 von Johann Bernhardt Ehrlich gebaute Orgel hat 13 Register, ein Manual und Pedal.